# Baltzenheim
Baltzenheim je občina v departmaju Haut-Rhin francoske regije Alzacija.
Leta 2008 je v občini živelo 584 oseb oz. 90 oseb/km².